# Krinjing (Kajoran)
Krinjing is een bestuurslaag in het regentschap Magelang van de provincie Midden-Java, Indonesië. Krinjing telt 1181 inwoners (volkstelling 2010).